# Otto Ritschl (Maler)
Otto Ritschl (* 9. August 1885 in Erfurt; † 1. Juli 1976 in Wiesbaden) war ein Hauptvertreter der abstrakten Kunst in Deutschland, der in Wiesbaden lebte und arbeitete.

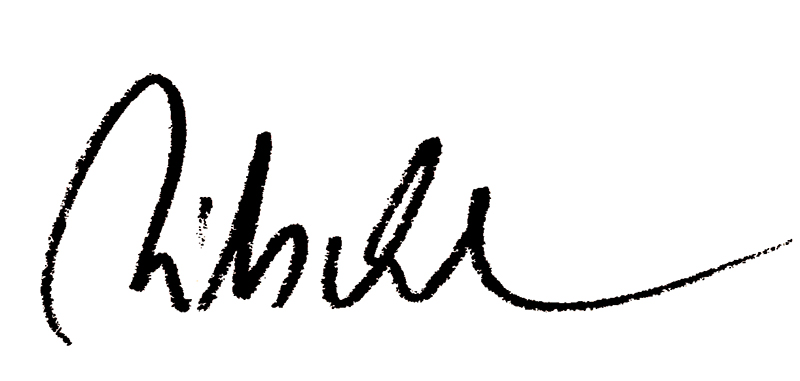
Signatur von Otto Ritschl

Ritschl wandte sich nach dem Ende des 1. Weltkriegs als Autodidakt der Malerei zu, nachdem er zuvor als Schriftsteller tätig gewesen war. Auf eine neusachliche Phase folgte ab den späten 1920er Jahren eine eigene abstrakte Formensprache, an die er nach einer unfreiwilligen Unterbrechung während des Nationalsozialismus ab 1945 wieder anknüpfte. In den letzten drei Jahrzehnten seines Lebens entwickelte Ritschl seine abstrakten Kompositionen fortwährend weiter, sodass diese nach einer geometrischen Phase in fluiden Farbräumen im Spätwerk mündeten, das Peter Iden zufolge „in der neueren Geschichte der deutschen Malerei seinesgleichen nicht hat“.
Ritschl stellte zweimal auf der Documenta in Kassel und auf zahlreichen weiteren Überblicksausstellungen aus und erhielt mehrere Preise und Auszeichnungen. Zudem stand er im engen Austausch mit anderen Künstlern in seiner Zeit, unter anderem mit Alexej von Jawlensky, Willi Baumeister und Ernst Wilhelm Nay. Den Nachlass des Künstlers bewahrt der gemeinnützige Museumsverein Ritschl e. V., der seine Sammlung als Dauerleihgabe im Museum Wiesbaden zeigt und in Kooperation mit diesem den Otto-Ritschl-Preis verleiht.

## Leben

### 1885–1919: Kindheit und Jugend in Erfurt und Hannover, Tätigkeit als Schriftsteller in Wiesbaden
Otto Ritschl wird am 9. August 1885 in Erfurt als zweites von fünf Kindern als Sohn eines Kaufmanns geboren. 1891 zog die Familie nach Hannover, wo der junge Ritschl erste literarische Texte verfasste und mit 14 Jahren sein erstes Theaterstück Afra dem Schriftsteller Hermann Löns übergab.
Nach einer militärischen Grundausbildung war er unter anderem in Mainz tätig, von 1908 an lebte und arbeitete er bis zu seinem Tod in Wiesbaden. Während sich Ritschl mit Bürotätigkeiten seinen Lebensunterhalt verdiente, war er weiterhin als Schriftsteller tätig. Zu seinen Unterstützern und Förderern in dieser Zeit zählte auch Kurt von Mutzenbecher, der Intendant des Königlichen Hoftheaters in Wiesbaden war und als Kunstsammler Kontakte nach Frankreich pflegte. Während des Ersten Weltkriegs im Jahr 1915 feierte seine Komödie Der Rechnungsdirektor am Thalia Theater in Hamburg Premiere. Das Urteil über den jungen Schriftsteller Ritschl war damals durchaus positiv:

„Ritschl, eine Hoffnung des deutschen Lustspiels.“

Im Jahr 1915 heiratete Ritschl Dorothea Nötzel, genannt Dora, und 1918 wurde der gemeinsame Sohn Helmut geboren.

### 1919–1933: Erste Erfolge als Maler und Künstlerfreundschaften
Das Jahr 1919 markierte einen Wendepunkt im Leben Ritschls. Nachdem er im Jahr zuvor erste künstlerische Versuche unternommen hatte, konzentrierte er sich nun ganz auf die Malerei, kündigte seine Stellung als Angestellter bei der Wiesbadener Landesbank und lebte fortan als freischaffender Künstler. Seine bisher entstandenen literarischen Werke vernichtete er.

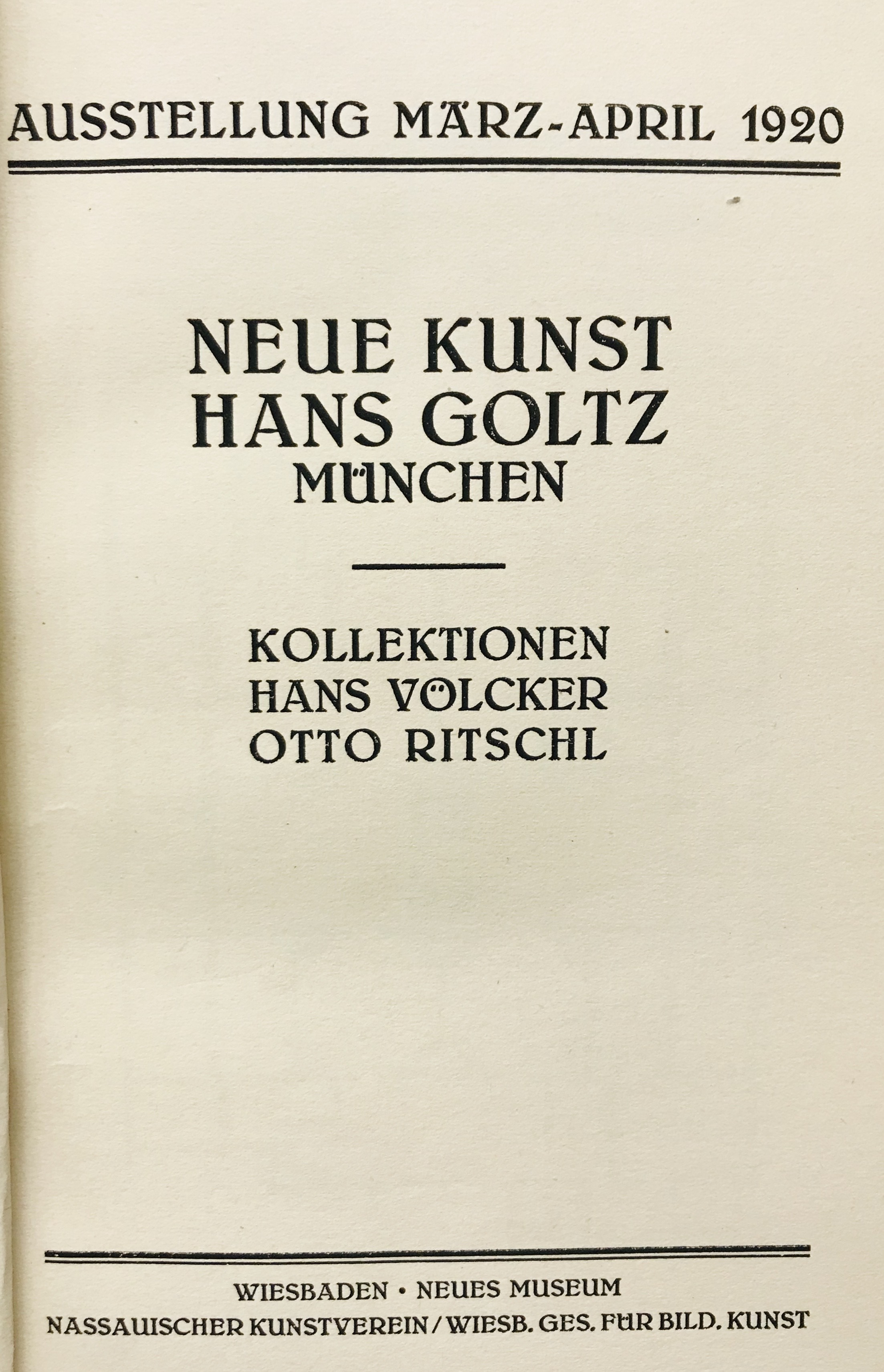
Titel des Katalogs zur Ausstellung von Otto Ritschl und Hans Völcker im Nassauischen Kunstverein in den Räumen des Museums Wiesbaden 1920, publiziert im Verlag für Neue Kunst von Hans Goltz München

Als Maler hatte Ritschl schnell Erfolg. 1919 wurden seine Bilder erstmals im Nassauischen Kunstverein in den Räumen des Museums Wiesbaden ausgestellt. Die Ausstellung war ein bemerkenswerter Erfolg, der Ritschl in seinem Entschluss, sich ganz auf die Malerei zu konzentrieren, bestärkte:

„Von den sechzehn Bildern, die ich bald ausstellte, verkaufte ich vierzehn und erhielt noch Aufträge. Nie wieder hatte ich einen derartigen Erfolg.“

In Wiesbaden wurde Ritschl in den 1920er Jahren zu einem der wichtigsten Netzwerker der Avantgarde. 1920 besuchte er Conrad Felixmüller in Klotzsche, der zu dieser Zeit über den Sammler Heinrich Kirchhoff mit der Wiesbadener Künstlerszene in engem Austausch stand und ein Bildnis von Ritschl malt. Ab 1923 entwickelte sich eine Freundschaft mit Alexej von Jawlensky, der zwei Jahre zuvor in die Stadt gezogen war. Der Austausch mit Jawlensky, dessen Assistentin und Vertraute Lisa Kümmel er 1925 porträtierte (Portrait Elisabeth Kümmel, 1925, Öl/Leinwand, 66 × 52 cm, Privatsammlung), war für den jungen Maler von großer Bedeutung. In den 30er Jahren, als Ritschl aufgrund der politischen Umstände Zweifel an seiner Zukunft als Künstler bekam, bestärkte ihn der ältere Freund:

„Eigener Kritik war nicht zu trauen. Eher der einiger Freunde, zu denen Jawlensky zählte. Wir besuchten uns jetzt häufiger und betrachteten letzte Arbeiten. Der politische Druck schob uns, wie auch anderswo die Gleichgesinnten, näher zusammen. (...) Einmal sprach ich mit Jawlensky über materielle Schwierigkeiten und meinte, er könne doch ins Ausland verkaufen, weil er bereits bekannt sei. Mir sei der Weg abgeschnitten. Er sagte lächelnd: ‚Oh, Herr Ritschl, Sie sind schon bekannt, es weiß nur noch keiner.‘“

Daneben unterhielt Ritschl Kontakt auch zu zahlreichen anderen Malern, Bildhauern und Architekten wie etwa Alo Altripp, Edmund Fabry, Arnold Hensler und Ernst Wolff-Malm. Mit der Gründung der Freien Künstlerschaft Wiesbaden im Jahr 1925, deren Vorsitzender Ritschl bis 1933 blieb, vereinte Ritschl diese und weitere Künstler aus der Kurstadt in einem Netzwerk der Moderne.
Im gleichen Jahr nahm Ritschl an der Ausstellung Neue Sachlichkeit in der Kunsthalle Mannheim teil, die der gleichnamigen Kunstrichtung zum Durchbruch verhelfen sollte. Ritschl, der bis zu diesem Zeitpunkt selbst überwiegend neusachlich gemalt hatte, zeigte sich von der Ausstellung jedoch enttäuscht und wandte sich fortan immer stärker der Abstraktion zu. In den späten 1920er Jahren hielt sich Ritschl längere Zeit in Paris auf, wo er sich intensiv mit den damals neuesten Strömungen in der französischen Kunst auseinandersetzte und mit Pablo Picasso, Max Ernst und dem Kunsthändler Wilhelm Uhde zusammentraf.

### 1933–1945: Innere Emigration und Zweiter Weltkrieg
1933 beteiligte sich Ritschl an einer Ausstellung im Museum Folkwang in Essen, die noch vor ihrem offiziellen Ende durch eine Intervention der Nationalsozialisten beendet wurde. Fortan lebte und arbeitete Ritschl zurückgezogen. 1937 wurden in der Nazi-Aktion „Entartete Kunst“ aus dem Nassauischen Landesmuseum Wiesbaden und der Deutsche Graphikschau Görlitz acht Arbeiten Ritschels beschlagnahmt:
- Zwei Frauen (Tafelbild; 1938 in Hamburg auf der Wanderausstellung „Entartete Kunst“ vorgeführt; Verbleib unbekannt)
- Ballspieler (Tafelbild; 1938 und 1939 in Hamburg, Stettin, Weimar, Wien und Frankfurt/Main auf der Wanderausstellung „Entartete Kunst“ vorgeführt; Verbleib unbekannt)
- Abstrakte Komposition (Tafelbild; 1938 in Hamburg der Wanderausstellung „Entartete Kunst“ vorgeführt; Verbleib unbekannt)
- Der Gefesselte (Tafelbild; vernichtet)
- Halbakt (Aquarell, vernichtet)
- Komposition (Aquarell, vernichtet)
- Flucht (Druckgrafik; Verbleib unbekannt)
- Verteidigung (Radierung, 72,8 × 56 cm; mutmaßlich über den Kunsthändler Bernhard A. Böhmer in die Sammlung von Hans Erdmann gelangt; heute im Privatbesitz)

„Die Braunhemnden vermehrten sich. Mit ihrem Kulturprogramm und dem, was sie als Kunst ausgaben, verrieten sie ihre geistige Höhe. Beirren konnten sie mich nicht. (...) Der politische Terror im Bereich der Kunst begann. Ein Volk vernichtete seine zeitgemäße Kunst und vertrieb die Künstler. Ich verschwand aus der Öffentlichkeit wie die Bilder, die schon in musealem Besitz waren.“

In dieser Zeit setzte sich der Künstler intensiv mit fernöstlicher, insbesondere mit der indischen Philosophie des Vedanta auseinander.
Ritschls künstlerische Tätigkeit kam in den folgenden Jahren bis zum Ende des Zweiten Weltkriegs 1945 fast vollständig zum Erliegen, der Maler zog sich in die Innere Emigration zurück.
Während der Reichspogromnacht am 9. November 1938 war Ritschl Zeuge der Ausschreitungen gegen jüdische Mitbürger in Wiesbaden. Über den Brand der Synagoge am Michelsberg schrieb er später in seinen „Biographische Notizen“ genannten Erinnerungen:

„Freilich, als ich eines Morgens vom Atelierfenster aus die Synagoge brennen sah, wurde mir vorgeführt, bis zu welcher Tiefe Menschen fallen können. Was vermochte ein Maler zu tun? (…) Jüdische Bekannte verschwanden mehr und mehr. Der Kreis derer, denen man vertrauen konnte, zog sich immer enger.“

Während des Zweiten Weltkriegs war er von 1939 bis 1942 beim Finanzamt Wiesbaden dienstverpflichtet. Ritschls einziger Sohn Helmut galt seit 1942 als vermisst und kehrte nicht aus dem Krieg zurück. Das Wiesbadener Atelier des Malers wurde bei einem Luftangriff zerstört. Ein Teil seines in einem Keller gelagerten Frühwerks wurde durch einen Kanalrohrbruch derart in Mitleidenschaft gezogen, dass Ritschls sie anschließend vernichtete oder übermalte.

### 1945–1960: Erfolge, Ehrungen und Netzwerke
Unmittelbar nach Kriegsende begann Ritschl – mittlerweile 60-jährig – nach langer Unterbrechung erneut mit der Malerei. Sehr schnell fand er wieder Anschluss an die Kunstentwicklung in Westdeutschland und feierte Erfolge.
1946 nahm er an der Allgemeinen Deutschen Kunstausstellung in Dresden teil und schloss Freundschaft unter anderem mit den Malern Ernst Wilhelm Nay, Willi Baumeister, Max Ackermann sowie den Sammlern und Kunsthändlern Ottomar Domnick und Hanna Bekker vom Rath. Im gleichen Jahr wurde Peter Schermuly sein Schüler.
1947 stellte Ritschl zusammen mit Baumeister, Ackermann, Fritz Winter und Georg Meistermann bei Domnick in Stuttgart aus. 1948 wurde er Mitglied der Rheinischen Sezession und stellte im Salon des Réalités Nouvelles in Paris aus.
Ab 1949 wurde Ritschl Mitglied mehrerer Künstlerbünde beziehungsweise stellte mit diesen aus, unter anderem mit der Neuen Rheinischen Sezession, der Neuen Darmstädter Sezession, dem Westdeutschen Künstlerbund, der Münchner Neuen Gruppe, der Internationalen Sezession und der Gruppe ZEN 49. 1950 wurde er zudem eines der ersten Mitglieder des wiedergegründeten Deutschen Künstlerbundes, auf dessen erster Ausstellung er 1951 in den Räumen der Hochschule der Künste Berlin mit zwei abstrakten Kompositionen vertreten war.
Auch wenn sich das kulturelle Klima in den Nachkriegsjahren verbessert hatte, so blieben die Verhältnisse für die Moderne und ihre Vertreter in Westdeutschland doch ambivalent. Ritschl berichtet über diese Zeit:

„Ende der Vierziger Jahre hatte sich das ‚Tauwetter‘ so verbreitet, dass private Galerien Räume aufmachten und ‚Entartete‘ an die geflickten Wände hängten. Freilich, waas es als Kunstkritik zu lesen gab, war manchmal erstaunlich. Viele Redaktionen weigerten sich, positive Urteile zu drucken, weil sie die Leserproteste und Abbestellungen fürchteten.“

1955 wurde Ritschl anlässlich seines 70. Geburtstags vielfach geehrt: Das Museum Wiesbaden zeigte ihm zu Ehren eine Retrospektive, das Land Hessen verlieh ihm die Goethe-Plakette und seine Werke wurden auf der Documenta 1 in Kassel ausgestellt. Spätestens zu diesem Zeitpunkt gehörte Ritschl zu den führenden deutschen Malern seiner Generation, dessen Werke auf allen großen Ausstellungen und in den wichtigsten Zeitschriften und Publikationen der Zeit gezeigt wurden. Ende der 1950er Jahre wollte Georg Meistermann Ritschl dafür gewinnen, eine Professur für Malerei an der Kunstakademie Karlsruhe zu übernehmen, was dieser jedoch ablehnte, da er als Autodidakt das eigentlich Wesentliche in der Kunst für nicht lehrbar hielt.
1959 erhielt er den Kunstpreis der Künstlerbundausstellung und nahm mit einer eigens geschaffenen Werkserie an der documenta II in Kassel teil.

### 1960–1976: Rückzug in das neue Atelierhaus und produktive letzte Jahre
Der Tod seiner Frau Dora im Jahr 1958 stellte für Ritschl eine Zäsur dar. Er schrieb später rückblickend über die Auswirkungen dieses Ereignisses auf sein Leben:

„Die Malerei wurde für mich einziger Lebenswert.“

Tatsächlich jedoch wagte Ritschl privat noch einmal einen Neubeginn, auch wenn dieser ganz auf sein künstlerisches Schaffen ausgerichtet war: Von dem mit ihm befreundeten Architekten Johann Wilhelm Lehr ließ er sich bis 1960 in der Schumannstraße 50 in Wiesbaden ein neues Wohn- und Atelierhaus errichten, in dem er bis zu seinem Tod lebte und arbeitete. Das Haus, das als ein Gesamtkunstwerk durch die symbiotische Zusammenarbeit von Architekt und Maler galt, wurde 1987 abgerissen und durch ein Mehrparteienhaus ersetzt.
1960 wurde Ritschl der Villa-Romana-Preis verliehen und er stellte ein Wandbild im Treppenhaus des Neubaus des Physikalischen Instituts der Universität Marburg fertig. 1964 stellte er mit einem Gemäldezyklus für den Plenarsaal des Landeshauses in Wiesbaden seine zweite große raumbezogene Arbeit fertig. Zu seinem 75. Geburtstag ehrte ihn das Von der Heydt-Museum in Wuppertal mit einer umfangreichen Einzelausstellung. Aus Dankbarkeit schenkte Ritschl dem Museum eine umfangreiche Sammlung seiner Werke, das einen Überblick über alle Schaffensphasen ermöglichte. Wenige Jahre später stiftete er ein weiteres Werkkonvolut an das heutige Israel-Museum in Jerusalem. Zum 80. Geburtstag widmete ihm das Mittelrhein-Museum in Koblenz eine große Einzelausstellung.
1964 lernte Ritschl Wolff Mirus kennen, der bis zu seinem Tod eine seiner wichtigsten Bezugspersonen werden sollte. Mirus, der zu dieser Zeit selbst an der Werkkunstschule Wiesbaden studierte, unterstützte Ritschl bei der Arbeit im Atelier und erstellte das mehrfach neu aufgelegte Werkverzeichnis (1973/1976/2017) des Künstlers.
Mirus verdanken wir auch eine präzise Schilderung des klar strukturierten Alltags und der Arbeitsweise des Malers Ritschl in dessen letzten Lebensjahren:

„Ritschls Tagesablauf war äußerst diszipliniert. Wenn ich morgens um zehn kam, stand er schon vor der Staffelei. Um zwölf Mittagszeit, dann eine halbe Stunde Reuhe und schon um zwei, halb drei fand man ihn wieder im Atelier. Der Nachmittag, das waren seine konzentriertesten Stunden. Der Besuch von Freunden und Sammlern wurde möglichst auf den Abend gelegt, damit das Tageslicht ausgenutzt werden konnte. Die gewaltige Installation von Neonröhren an der Atelierdecke war eigentlich nie in Betrieb, nur ganz am Anfang versuchte Ritschl, bei Kunstlicht zu malen, er ließ es aber bald wieder bleiben. Bei Lampenlicht malen, das war nichts für ihn.“

In seinem letzten Lebensjahrzehnt wurden Ritschl zahlreiche Ehrungen zuteil. So veröffentlichte etwa das Erste Deutsche Fernsehen zu seinem 80. Geburtstag ein Filmporträt, die Stadt Wiesbaden ehrte ihn mit der Ehrenmedaille in Gold (1965) und der Ehrenplakette (1975). 1972 wurde ihm das Große Bundesverdienstkreuz verliehen.
Ritschl starb am 1. Juli 1976 nach kurzer, schwerer Krankheit im Alter von 91 Jahren in den alten städtischen Kliniken an der Schwalbacher Straße in Wiesbaden. Sein Grab befindet sich auf dem Wiesbadener Nordfriedhof.

## Werk
Ritschl begann seine künstlerische Laufbahn als Schriftsteller. Von 1918 an wandte er sich jedoch von seiner Tätigkeit als Schriftsteller ab, begann zu malen und erst ein halbes Jahrhundert später sollte Ritschl im hohen Alter noch einmal zwei Schauspiele schreiben und veröffentlichen („Die Meinungsmacher“ und „Der Hexenstein“).
Die enge Verknüpfung von Person und Werk im Falle Ritschls brachte der Maler selbst mit knappen Worten gleich zu Beginn seiner Biographischen Notizen zum Ausdruck:

„Ich bin Maler, und für mich stehen meine Bilder.“

### 1918–1925: Expressive und neusachliche Anfänge
Ritschls Entschluss, sein literarisches Engagement aufzugeben und stattdessen als Maler zu wirken, war eng mit den traumatischen Erlebnissen gegen Ende des Ersten Weltkriegs verknüpft. Er selbst schrieb später über den Beginn dieses neuen Abschnitts in seinem Leben:

„Als ich im Herbst 1918 einmal wieder wie zufällig auf den Jammer der zurückflutenden Truppen traf, drehte es mich um. Zu Hause zeichnete ich mit Kohle auf die Rückwand eines großen Spiegels aufgetürmte Totenköpfe. Damit begann der Maler, das Schreiben war beendet. Ich besorgte Farben, mehr als Reste und einen Schablonenpinsel erhielt ich nicht. Mit Wattebäuschen malte ich auf einem Bettlaken das erste Bild: Der irrende Soldat. (...) Ich gab meine Stellung auf und verbrannte alle Manuskripte. (...) Zurück konnte ich nicht mehr und malte drauflos.“

Ritschls Frühwerk als Maler ist gekennzeichnet von der Auseinandersetzung mit unterschiedlichen avantgardistischen Strömungen und Vorbildern. Neben expressionistischen Werken, die mitunter an die Arbeiten von Oskar Kokoschka erinnern, finden sich zunehmend neusachliche Gemälde, die durch ihre Reduktion von Formen und Farbwerten bestechen. In dieser Phase entstehen vornehmlich Bildnisse, Landschaften und vor allem Stillleben, aber auch Aktdarstellungen und abstrahierte Kompositionen. Auch graphische Arbeiten spielen in diesen frühen Jahren zunächst noch eine Rolle in seinem Werk, es entstehen unter anderem Holzschnitte, Radierungen und Aquarelle.
Höhe- und zugleich Endpunkt dieser Schaffensperiode markiert Ritschls Teilnahme an der berühmten Ausstellung Neue Sachlichkeit in der Kunsthalle Mannheim, auf der er unter anderem das sozialkritische Gemälde Der Betrunkene (1924, Öl/Leinwand, 76 × 98 cm, Privatsammlung) zeigt. Von den in dieser Ausstellung gezeigten Werke zeigt sich Ritschl jedoch enttäuscht und beschließt, sich künstlerisch neu zu orientieren:

„Als ich die Ausstellung besuchte, wurde mir fast übel. Der zwanzigste Aufguss der Renaissance, vieles übertrieben bis zur Geschmacklosigkeit. Es gab für mich nur eine Möglichkeit: die Abmalerei jeder Weise aufzugeben. Die ‚Formzertrümmerung‘ setzte ein.“

Einige seiner bis dahin entstandenen neusachlichen Arbeiten übermalte oder vernichtete er.
Werkauswahl:
- Selbstbildnis, 1919, Öl/Leinwand, 57 × 47,5 cm, Von-der-Heydt-Museum Wuppertal
- Wellritzmühle, 1920, Öl/Leinwand, 38 × 48 cm, Privatsammlung
- Blüten, 1921, Öl/Pappe, 50 × 37 cm, Museum Wiesbaden
- Stillleben mit Spielkarten, 1923, Öl/Pappe, 45 × 70 cm, Sammlung Abstrakte Ikonen, Dauerleihgabe im Museum Wiesbaden

### 1925–1945: Auf dem Weg zur abstrakten Kunst
Ab Mitte der 1920er Jahre wandte sich Ritschl verstärkt dem zeitgenössischen Kunstgeschehen in Frankreich zu und unternahm Reisen nach Paris, wo es zu Begegnungen mit Pablo Picasso und Max Ernst kam. Er setzte sich mit dem Surrealismus ebenso wie mit dem Kubismus auseinander, insbesondere mit den Werken von Georges Braque. Trotz der unterschiedlichen Stile und Themen, mit denen er sich in diesen Jahren beschäftigte, wurde sein künstlerisches Schaffen immer eigenständiger und führte immer weiter in die Abstraktion, bis schließlich zu Beginn der 1930er Jahre gegenständliche Assoziationen ganz zugunsten von abstrakten Kompositionen weichen.

„Die Abstraktionen, die ich malte, bezogen sich nicht auf Dinge, sondern auf Bereiche der Seele oder ihre Beziehungen. Ich wollte bringen, was nur Kunst, also dem Empfinden zugängig ist, nicht dem Begriff.“

Werkauswahl:
- Drei Masken, 1928, Öl/Leinwand, 76 × 65 cm, Angermuseum Erfurt
- Portrait Lieselotte Hörning, 1929, Öl/Leinwand, 63 × 53,5 cm, Sammlung Frank Brabant
- Im Kaffee, 1931, Öl/Leinwand, 111 × 80 cm, Israel-Museum Jerusalem
- Gefesseltsein, 1932, Öl/Leinwand, 130 × 97 cm, Mittelrhein-Museum Koblenz
- Rote Form, 1932, Öl/Sperrholz, 102 × 75 cm, Staatsgalerie Stuttgart
- Das Werden, 1932, Öl/Leinwand, 130 × 97 cm, Neue Galerie Kassel
- Komposition mit gelbem Kreis, 1935, Öl/Leinwand, 130 × 97 cm, Lehmbruck-Museum Duisburg

### 1945–1960: Abstrakte Kompositionen und die geometrische Phase
Ritschl war in den Jahren nach dem Ende des Krieges ausgesprochen produktiv. Es entstanden zunächst abstrahierte Kompositionen, die den Formen und Bildttiteln nach jedoch noch Assoziationen an Gegenstände ermöglichten. Ab etwa 1948 löst sich Ritschl gänzlich von gegenständlichen Formen, konzipiert seine Bilder gänzlich abstrakt und verzichtet von nun an bis zu seinem Lebensende auf individuelle Werktitel. Stattdessen bezeichnet er nun alle seine Arbeiten als Kompositionen und nummeriert diese der Systematik Jahreszahl/Werknummer (z. B. (19)49/13) folgend durch. Über diese Phase seines Werks schreibt Ritschl rückblickend:

„Sobald es Farbe gab, malte ich wieder. War ich ehedem vom Gegenstand zur freien Form gekommen, so baute ich nun aus Formen und Konturen den figurenhaften Gegenstand. Als solcher hatte er keine Bedeutung, war nur Sinnträger, und bald verschwand die Anlehnung wieder. Die Bilder wurden zu Kompositionen, deren Bedeutung sich in den Formen und Farben niederschlug. (...) Wenig später ließ ich auch die Titel fort. Man wird sich daran gewöhnen. Niemand fragt in einem Konzert, was eine Sonate darstelle.“

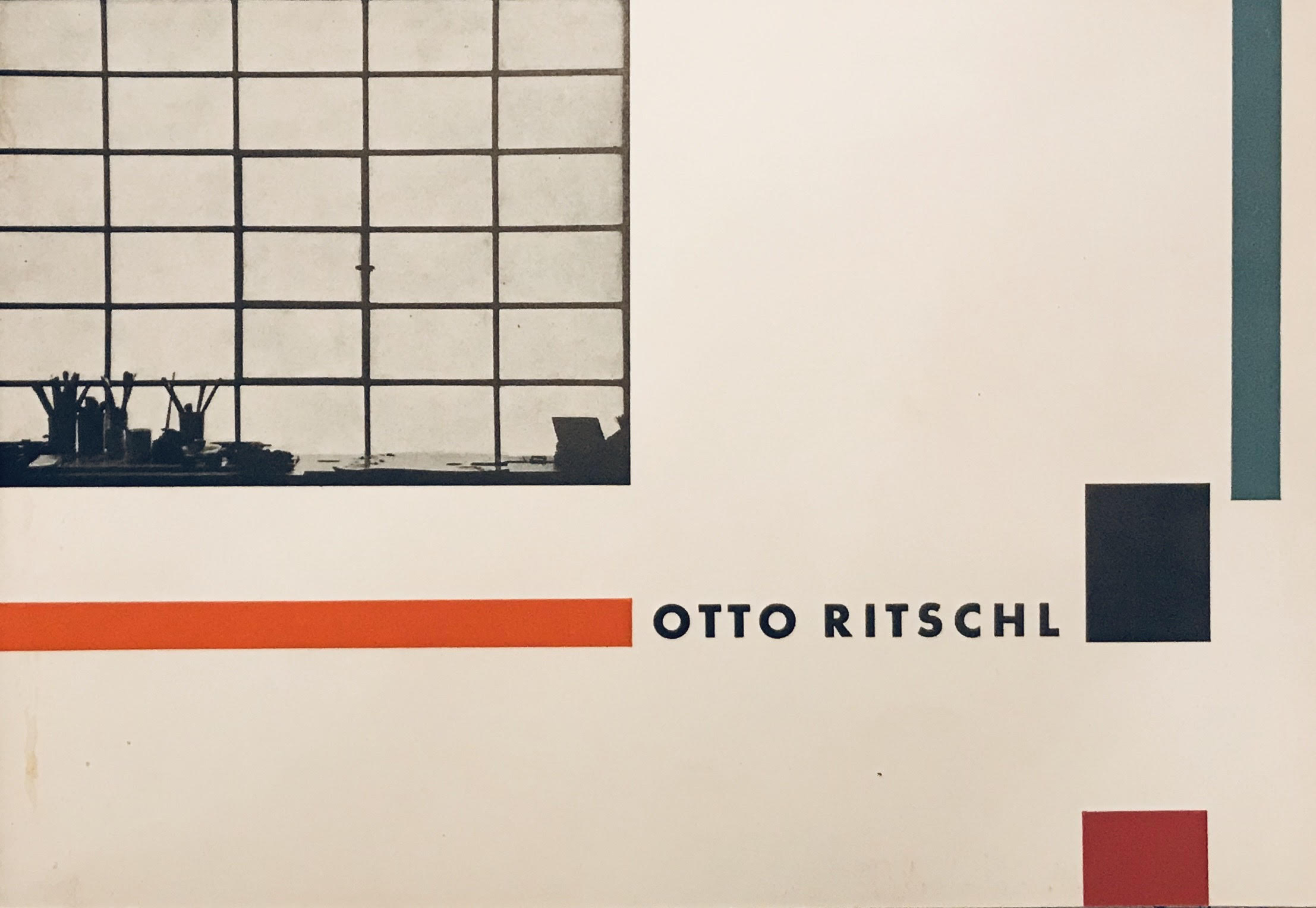
Titel des Katalogs zur Ausstellung von Otto Ritschl im Museum Wiesbaden 1955, mit Beiträgen von Franz Roh und Kurt Leonhard

Zu Beginn der 1950er Jahre verfestigten sich die Formen in Ritschls Kompositionen zusehends. Diese Entwicklung mündete ab 1954 in der berühmten geometrischen Phase von Ritschls Werk, der konstruktivistische Formen zugrunde lagen. Ritschl hob sich mit diesen strengen Kompositionen von den damals in Westdeutschland, Europa und Nordamerika vorherrschenden unterschiedlichen Tendenzen des abstrakten Expressionismus, zu denen der Tachismus, das Informel und das Action Painting zählten, ab. Erst gegen Ende des Jahrzehnts, als die gestische Malerei ihren Zenit bereits überschritten hatte, wurden die Formen in Ritschls Kompositionen wieder weicher und fließender. Nicht ohne Stolz merkte Ritschl später mit Blick auf diese Jahre an, dass er keinen Moden oder Einflüssen gefolgt sei, sondern konsequent ein eigenständiges Werk entwickelt habe, das trotzdem ganz der Zeitgenossenschaft verpflichtet gewesen sei:

„Problem war für mich die Sinngebung des gegenstandslosen Bildes, dem die Erfindung reiner Musik um vier Jahrhunderte vorausgegangen war. Es galt dem dekorativen Wandschmuck einerseits, dem Exerzieren von Theorien andererseits auszuweichen und nicht einer Manier zu verfallen. (...) Mir war die Einheit des kulturellen Geschehens bewusst. Scheinbares Abseitsstehen konnte mich deshalb nicht beunruhigen. Als der Tachismus wie ein Steppenbrand wütete, malte ich ‚geometrisch‘, und als von Amerika her wieder harte Formen eingeführt wurden, erschienen meine wie fließende Wolken. Und doch ist es möglich, meine Arbeiten in das zu ihnen gehörende Jahrfünft einzugliedern.“

1959 entsteht eine Serie von zwölf großformatigen Werken (Kompositionen 59/4-16, 1959, Öl/Leinwand, je 155 × 220 cm), die Ritschl eigens für die im gleichen Jahr stattfindende documenta II in Kassel malte. Zehn dieser Werke befinden sich heute noch im Besitz des den Nachlass verwaltenden Museumsvereins Ritschl, je eines der Werke befindet sich im Besitz des Von-der-Heydt-Museums in Wuppertal und in einer Privatsammlung. Diese Werkserie steht stilistisch genau am Übergang zwischen Ritschls geometrischer Phase und dem Spätwerk, da zwar noch einzelne, runde Formen klare Konturen besitzen, sich in der Tendenz jedoch die Gesamtkompositionen bereits hin zu offenen Farbräumen entwickeln, wie sie ab 1960 kennzeichnend für das Spätwerk werden sollen.
Werkauswahl:
- Maler und Modell II, 1946, Öl/Leinwand, 130 × 96 cm, Israel-Museum Jerusalem
- Kartenleger, 1947, Öl/Pappe, 91 × 65,5 cm, Museum Wiesbaden
- Komposition 48/34, 1948, Öl/Leinwand, 61,5 × 59 cm, Kaiser-Wilhelm-Museum Krefeld
- Komposition 48/44, 1948, Öl/Hartfaser, 38 × 47 cm, Landesmuseum Oldenburg
- Komposition 50/3, 1950, Öl/Leinwand, 97 × 130 cm, Oberhessisches Museum Gießen
- Komposition 51/16, 1951, Öl/Leinwand, 130 × 97 cm, Sammlung Ströher im Museum Küppersmühle für Moderne Kunst Duisburg
- Komposition 54/11, 1954, Öl/Leinwand, 97 × 130 cm, Städtische Galerie Karlsruhe
- Komposition 54/29, 1954, Öl/Leinwand, 70 × 130 cm, Städtische Galerie Wolfsburg
- Komposition 56/20, 1956, Öl/Leinwand, 97 × 130 cm, Sammlung Abstrakte Ikonen, Dauerleihgabe in der Dienstvilla des hessischen Ministerpräsidenten in Wiesbaden
- Komposition 57/41, 1957, Öl/Leinwand, 130 × 155 cm, Hessisches Landesmuseum Darmstadt
- Komposition 58/35, 1958, Öl/Leinwand, 97 × 130,5 cm, Von-der-Heydt-Museum Wuppertal
- Komposition 59/11, 1959, Öl/Leinwand, 155 × 205 cm, Sammlung Abstrakte Ikonen, Dauerleihgabe im Museum Wiesbaden

### 1960–1976: Offene Farbräume im Spätwerk
Gegen Ende der 1950er Jahre löste sich Otto Ritschl von der Strenge und Klarheit seines Malens. Die Formen wurden weicher, farblich fein gestufte Übergänge und Differenzierungen hielten Einzug in seine Bilder. Um 1960 entstanden aus den seine Gemälde dominierenden scheinbar schwebenden Farbscheiben einfarbige „Meditationsbilder“. Doch Ritschl malte auch weiterhin Bilder mit Farbfeldern, unscharfe weiche wolkenartige Formen, die im Spätwerk Mitte der 1960er oft eine leuchtende Farbigkeit besitzen. Über diese letzte Werkphase schrieb Ritschl:

„Ich begann, das Bild selbst in Frage zu stellen. (...) Ich versuchte alles, um schließlich nichts weiter zu behalten als die farbige Erscheinung. Das Bild, das etwas ist und nichts mehr darstellen soll.“

Gegen Ende seines Lebens, von 1971 bis 1976, schuf Ritschl insgesamt sechs großformatige, dreiteilige Gemälde, die aufgrund ihrer Struktur (zwei kleinere Leinwände neben einer großen, zentralen Leinwand) mitunter als Triptychen beschrieben werden. Zwei dieser Arbeiten (Komposition 73/50 und Komposition 76/13, 1973 und 1976, jeweils dreiteilig, Öl/Leinwand, 235 bzw. 225 × 525 cm) befinden sich im Inneren der Kirche Mariä Heimsuchung, einem bedeutenden Sakralbau des Brutalismus, eine weitere in der von Hans Scharoun errichteten Johanneskirche in Bochum (Komposition 75/39, 1975, dreiteilig, Öl/Leinwand, 225 × 525 cm).
Werkauswahl:
- Komposition 60/26, 1960, Öl/Leinwand, 155 × 205 cm, Neue Nationalgalerie Berlin
- Komposition 61/22, 1961, Öl/Leinwand, 130 × 155 cm, Sprengel Museum Hannover
- Komposition 62/20, 1962, Öl/Leinwand, 130 × 97 cm, Landesmuseum Mainz
- Komposition 62/44, 1962, Öl/Leinwand, 155 × 205 cm, Landeshauptstadt Mainz
- Komposition 64/15, 1964, Öl/Leinwand, 130 × 97 cm, Angermuseum Erfurt
- Komposition 65/11, 1965, Öl/Leinwand, 205 × 155 cm, Landeshauptstadt Wiesbaden
- Komposition 65/19, 1965, Öl/Leinwand, 130 × 97 cm, Museum Reinhard Ernst Wiesbaden
- Komposition 65/22, 1965, Öl/Leinwand, 155 × 250 cm, Kunsthalle Schweinfurt
- Komposition 68/26, 1968, Öl/Leinwand, 100 × 80 cm, Städtische Galerie im Lenbachhaus München
- Komposition 69/34, 1969, Öl/Leinwand, 130 × 97 cm, Bayerische Staatsgemäldesammlungen München
- Komposition 72/20, 1972, Öl/Leinwand, 130 × 97 cm, Museum Gunzenhauser Chemnitz
- Komposition 76/11, 1976, Öl/Leinwand, 130 × 97 cm, Sammlung Abstrakte Ikonen, Dauerleihgabe im Museum Wiesbaden

### Rezeption
Ritschls Malerei wurde sowohl zu seinen Lebzeiten als auch nach seinem Tod von Kunstkritikern und Kunsthistorikern unterschiedlich gedeutet und beurteilt. Während manche in den häufigen Form- und Stilwechseln seiner Kompositionen einen Mangel an künstlerischer Stringenz auszumachen glauben, schätzen andere gerade diesen formalen Reichtum des Werks als Ausdruck einer auf Innovation ausgerichteten abstrakten Kunst.
Allgemein anerkannt ist der Umstand, dass es Ritschl durch seine auf Introversion ausgerichtete Persönlichkeit schwerer als andere Künstler seiner Zeit hatte, sich und sein Werk auf dem Kunstmarkt und im Ausstellungsgeschehen zu vermarkten. Der Kunstkritiker Kurt Leonhard sah jedoch gerade in dieser spröden Askese des Künstlers und seines Werks jene Dimension erfüllt, die Ritschls Malerei in eine Reihe mit den Klassikern der abendländischen Malerei bringt:

„Ritschl ist der große Einsame der zeitgenössischen Malerei. Allem ästhetischen Genre abgewandt, ist seine Kompositionskunst ebenso „klassisch“ wie die eines Renaissancemeisters. Sie steht in der Kontinuität der abendländischen Kunstgeschichte seit Giotto, die sich über Tizian und Rembrandt, Delacroix und C.D. Friedrich, Cézanne und Picasso noch bis zu Nay und Ritschl ohne Bruch verfolgen läßt. Damit ist zunächst einmal die Entwicklung des europäischen Tafelbildes gemeint, als deren logische Folge Ritschl seine eigene Staffeleimalerei verstanden wissen will. (...) Auch Michelangelo war einsam in seiner Zeit.“

Besonders Ritschls Spätwerk ab den frühen 1960er Jahren faszinierte viele Kritiker. Über eine Ausstellung dieser späten Arbeiten im Todesjahr des Malers in Frankfurt schrieb Eduard Beaucamp in der Frankfurter Allgemeinen Zeitung enthusiastisch:

„Man hat es hier mit einer der letzten authentischen Formulierungen der autonomen Malerei dieses Jahrhunderts zu tun. (...) Er hat ein erstaunliches Spätwerk geschaffen und eine Art Summa der abstrakten Malerei dieses Jahrhunderts.“

Zu einem ähnlichen Urteil kam Peter Iden, der Ritschl in dessen letzten Lebensjahren noch persönlich kennengelernt hatte. Auch er wertete das Spätwerk als Höhepunkt in Ritschls Schaffen und zeigte sich zugleich überzeugt, dass die Bedeutung von dessen Gesamtwerk erst noch erkannt werden würde:

„Otto Ritschl zählt in der Entwicklungsgeschichte der abstrakten Malerei des Zwanzigsten Jahrhunderts zu deren Protagonisten. (...) Daraus erwächst ein Spätwerk, das in der neueren Geschichte der deutschen Malerei seinesgleichen nicht hat. Die Konturen der Farbfelder lösen sich auf, die Flächen gehen ineinander über, es bilden sich gleichsam schwebende Räume – Bilder, die den Betrachter aus seiner Realität mitnehmen in andere Wirklichkeiten, von höherem Rang. In diesen späten Bildern von Otto Ritschl ist der Ernst einer Würde von länger her. Er ist seinen Weg gegangen, mit der Malerei über die Malerei hinaus – zu etwas, das mehr sein könnte. Die Stunde kommt, da kann man sicher sein, in der ihn der Ruhm einholen wird, an dem Otto Ritschl selber zeitlebens so wenig gelegen war.“

## Museumsverein Ritschl e. V.

### Geschichte
Noch zu Lebzeiten Ritschls wurde auf dessen Initiative hin 1973 der gemeinnützige Museumsverein Ritschl e. V. gegründet, der seinen Sitz in Wiesbaden hat. Nach dem Tod des Malers im Jahr 1976 ging der gesamte Nachlass in den Besitz des Vereins über, der sich seither um die Bewahrung, Erforschung und Ausstellung von Ritschls Werk kümmert. Neben dem neuen Werkverzeichnis, das 2017 im Hirmer Verlag erschien, organisiert und finanziert der Verein Veranstaltungen, Publikationen und Ausstellungen, die sich mit Leben und Werk Ritschls auseinandersetzen. 1994 wurde ein Vertrag mit dem Museum Wiesbaden geschlossen, in dem eine enge Zusammenarbeit und Kooperation vereinbart wurde. Von 1989 bis 2020 war Tom Sommerlatte Vorsitzender des Vereins.

### Sammlung Abstrakte Ikonen
Der Museumsverein Ritschl e. V. ist heute im Besitz von über 400 Werken Ritschls, darunter Hauptwerken aus allen Schaffensphasen. Ausgewählte Arbeiten aus diesem Bestand werden regelmäßig in der Kunstsammlung des Museums Wiesbaden präsentiert, dem diese Arbeiten als Dauerleihgabe vom Verein überlassen wurden. Der Verein hat zudem seit den 1990er Jahren Werke anderer abstrakter Maler erworben, um diese im Kontext einer Auswahl der wichtigsten Bilder Ritschls und im Dialog mit diesen dauerhaft zu präsentieren. Zu dieser hochkarätigen Kollektion, die den Namen Sammlung Abstrakte Ikonen trägt, zählen Werke unter anderem von Mark Rothko, Ad Reinhardt, Günter Fruhtrunk, Rupprecht Geiger und von Trägern des Otto-Ritschl-Preises.

### Otto-Ritschl-Preis
Der Museumsverein Ritschl e. V. verleiht seit 2001 in Zusammenarbeit mit dem Museum Wiesbaden den Otto-Ritschl-Preis, mit dem neben einem Preisgeld in Höhe von 15.000 Euro und dem Ankauf einer Arbeit auch eine Ausstellung des Preisträgers verbunden ist. Die bisherigen Preisträger waren Gotthard Graubner (2001), Ulrich Erben (2003), Kazuo Katase (2009), Katharina Grosse (2015) und Sławomir Elsner (2020).

## Ausstellungen
- 1919: Nassauischer Kunstverein Wiesbaden
- 1932: Nassauischer Kunstverein Wiesbaden
- 1933: Museum Folkwang, Essen
- 1947: Villa Domnick, Stuttgart
- 1948: Salon des Réalités Nouvelles, Paris
- 1954: Museum Schloss Morsbroich, Leverkusen
- 1955: Museum Wiesbaden
- 1955: documenta 1, Kassel
- 1959: documenta II, Kassel
- 1961: Von der Heydt-Museum, Wuppertal
- 1961: Marlborough Fine Art, London
- 1977: Kunsthaus Zürich
- 1977: Museum Folkwang, Essen
- 1985: Jahrhunderthalle, Frankfurt-Hoechst
- 1997: Museum Wiesbaden

## Auszeichnungen
- 1955: Goethe-Plakette des Landes Hessen[5]
- 1960: Villa-Romana-Preis[6]
- 1960: Bundesverdienstkreuz 1. Klasse[6]
- 1972: Ehrenmedaille der Stadt Wiesbaden in Gold
- 1972: Großes Bundesverdienstkreuz[6]